# Wonokoyo (Beji)
Wonokoyo is een bestuurslaag in het regentschap Pasuruan van de provincie Oost-Java, Indonesië. Wonokoyo telt 6400 inwoners (volkstelling 2010).